# AMO-2
Le  AMO-2 est le second camion soviétique produit en série. Fabriqué durant les deux années 1930 et 1931. Il s’agissait d’une copie du camion américain Autocar SA Dispatch, avec peu de changements et de modernisations.

## Histoire
L'usine a été fondée en 1916 dans le cadre du programme du gouvernement de créer une industrie automobile russe. À la suite d'un appel d'offres international, le 7 mars 1917 le contrat est signé avec l'italien Fiat pour la fabrication sous licence d'un camion de 1,5 tonne de charge utile, le fameux Fiat 15. Il fallut pour cela construire une usine spéciale sur le modèle de celle de Fiat en Italie. La construction de l'usine de montage, commencée en 1917, se termina en 1919. Entre-temps, le camion avait subi d'importantes améliorations en Italie et c'est la version 15Ter qui sera finalement fabriquée. 
Le premier véhicule ne fut fabriqué qu’en janvier 1924 à cause des évènements politiques intérieurs de la Russie, devenue Union soviétique, et de la Première Guerre mondiale.
En 1927, voulant compléter l'unique modèle en production, les dirigeants soviétiques reprirent contact avec les principaux constructeurs. Après de multiples tests, ils décidèrent en décembre 1928 de refuser le modèle allemand Mercedes en faveur du modèle américain.
Avec l’aide des spécialistes de la Commission gouvernementale, AMO a acheté des composants mécaniques à la société américaine « Autocar Company », ainsi que la licence pour la production du camion Autocar SA Dispatch, qui a servi de base à l’AMO-2.
Très peu de camions ont été produits : 895 en 1930 et 820 en 1931, soit un total de 1 715 AMO-2.
À partir de novembre 1931, après l'arrêt de la fabrication de l'ancien modèle AMO F-15, une restructuration majeure de l'usine était nécessaire pour engager la fabrication de modèles contemporains. Il a été décidé de moderniser considérablement l'AMO-2 et de le produire avec de nombreux composants soviétiques, plutôt qu'avec des pièces importées, et il a donc été rebaptisé AMO-3.